# Квантовий комп'ютер

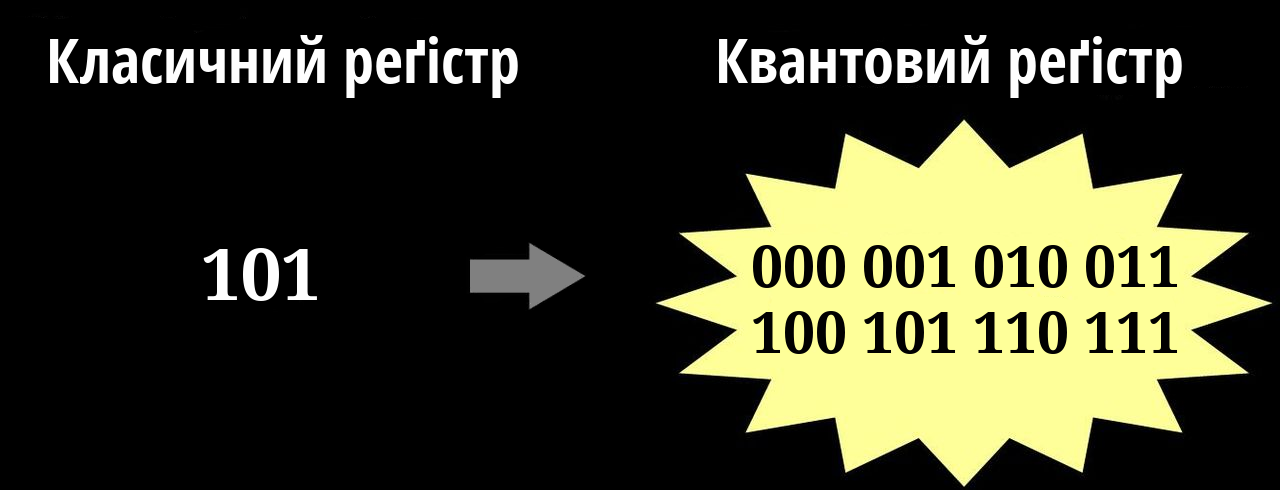
3 кубіти квантового регістра проти 3 бітів звичайного.

Квáнтовий комп'ю́тер — фізичний обчислювальний пристрій, функціонування якого ґрунтується на принципах квантової механіки, зокрема, принципі суперпозиції та явищі квантової сплутаності. 

## Загальний опис
Квантовий комп'ютер відрізняється від звичайного транзисторного комп'ютера зокрема тим, що класичний комп'ютер оперує даними, закодованими у двійкових розрядах (бітах), кожен з яких завжди перебуває в одному з двох станів (0 або 1), коли квантовий комп'ютер використовує квантові біти (кубіти), які можуть знаходитися у суперпозиції станів. Інформатико-теоретичною моделлю такого обчислювального пристрою є квантова машина Тюрінга, або універсальний квантовий комп'ютер, яка була розроблена Девідом Дойчем у 1985 році. Квантовий комп'ютер має низку спільних ознак із недетермінованим та ймовірнісним комп'ютерами, але ці пристрої не є тотожними. Вважається, що вперше ідею використання принципів квантової механіки для виконання обчислень висловили Манін Юрій Іванович у книзі «Обчислювальне і необчислювальне» у 1980 році та Річард Фейнман у лекції на Першій конференції з фізики обчислень у МТІ в 1981 році, хоча пропозиції використання напівцілих спінів як найпростіших обчислювальних елементів лунали і раніше.
Теоретично квантовий комп'ютер здатний розв'язувати певні задачі набагато швидше, ніж звичайні комп'ютери, наприклад, задачу факторизації цілих чисел або ефективного моделювання квантової системи багатьох тіл. Існує низка квантових алгоритмів, наприклад, алгоритм Шора, алгоритм Саймона та інші, виконання яких займає набагато менше часу, ніж виконання будь-якого ймовірнісного класичного алгоритму. Однак, за наявності великого об'єму обчислювальних ресурсів класичний комп'ютер здатен моделювати будь-який квантовий алгоритм, якщо він не порушує тезу Черча — Тюрінга.
Останнім часом дослідження в галузі квантових обчислень є одним з пріоритетів фінансування науки у світі. У грудні 2018 року президент Трамп підписав закон про Національну квантову ініціативу (National Quantum Initiative Act), який дозволяє протягом п'яти років інвестувати $1,2 млрд на дослідження в галузі квантових обчислень. Китай вже спрямував на зазначені дослідження мільярди доларів. Євросоюз має наміри виділити $1 млрд протягом наступних десяти років. Індія також передбачає фінансувати дослідження у цій сфері.

## Теоретичні засади

### Кубіти

Представлення кубіта за допомоги сфери Блоха.

У класичному комп'ютері для оперування інформацією використовуються елементарні двійкові розряди — біти. Фізична реалізація біта ґрунтується на тому принципі, що потенціал напруги може бути або вище певного рівня (це відповідатиме значенню біта 1) або нижче (0).
У квантовому комп'ютері інформація також, як правило, представляється за допомоги двійкових елементів. Як такі елементи використовуються фізичні системи з двома можливими станами, що описуються в квантовій механіці за допомогою двовимірного комплексного простору. Для опису подібної системи використовують позначення Дірака, де першому станові відповідає квантовомеханічний вектор стану {\displaystyle |0\rangle }, а другому — інший вектор {\displaystyle |1\rangle }. Роль подібної квантової системи з двома станами може грати зокрема спін електрона, який має дві можливі конфігурації — «спін вгору» і «спін вниз». В подібному ключі можна використати енергетичні рівні атомів або молекул, або напрямок струму в кільцевому надпровіднику.
Такий елемент, що використовується для представлення інформації в квантовому комп'ютері, дістав окрему назву квантовий біт (англ. quantum bit, qubit), або скорочено кубіт, що підкреслює його квантовомеханічну природу. Важливою властивістю кубіта є можливість накладання декількох станів, або їхня суперпозиція. Це означає, що кубіт не обов'язково перебуває саме у стані {\displaystyle |0\rangle } або {\displaystyle |1\rangle }, як це має місце для бітів у класичному комп'ютері. Стан кубіта можна представити довільним вектором {\displaystyle |\psi \rangle } у вищезазначеному двовимірному комплексному просторі:
{\displaystyle |\psi \rangle =a|0\rangle +b|1\rangle }
за тим самим принципом, як в оптиці описуються дві когерентні хвилі, що накладаються одна на одну. Таким чином, існує принципова різниця між кубітом та класичним ймовірнісним бітом (тобто, таким класичним бітом, що набуває випадково одне зі значень 0 або 1). В оптиці це еквівалентне різниці між некогерентними та когерентними хвилями: у першому випадку додаються інтенсивності хвиль, у другому — амплітуди (як це відбувається, наприклад, у голографії). a і b є довільними комплексними числами, на які без обмеження загальності накладаються умови нормування:
{\displaystyle |a|^{2}+|b|^{2}=1.}
З математичної точки зору, числа {\displaystyle P(0)=|a|^{2}=|\langle 0|\psi \rangle |^{2}} та {\displaystyle P(1)=|b|^{2}=|\langle 1|\psi \rangle |^{2}} дорівнюють ймовірностям отримання відповідно значення 0 або 1 при вимірюванні кубіта, що перебуває в стані {\displaystyle |\psi \rangle }. Однак, як вже було зазначено, не можна інтерпретувати кубіт як такий, що завжди знаходиться із певною ймовірністю виключно у стані {\displaystyle |0\rangle } або {\displaystyle |1\rangle }, і ні в якому іншому: така поведінка відповідає класичному ймовірнісному бітові і може бути змодельована на класичному комп'ютері, що випадково генерує результат 0 або 1 (тобто, використовуючи генератор випадкових чисел). З точки зору теоретичної фізики, подібний класичний ймовірнісний біт підкоряється законам статистичної фізики, тому, на відміну від квантовомеханічного випадку, його стан являє собою некогерентну суміш двох відповідних станів.
У свою чергу, стан кубіта являє собою когерентну суперпозицію двох відповідних станів:
{\displaystyle P(\psi )=||\psi \rangle |^{2}=|a|^{2}+|b|^{2}+2\operatorname {Re} [a^{*}b\langle 0|1\rangle ],}
де {\displaystyle \operatorname {Re} [...]} позначає дійсну частину комплексного числа, {\displaystyle a^{*}} — комплексно спряжене до a число, {\displaystyle \langle 0|1\rangle } — скалярний добуток векторів станів 0 і 1.

### Квантовий регістр і квантова сплутаність
Як і у випадку класичних бітів, N кубітів можна об'єднати у квантовий регістр, причому стан такого квантового регістра описуватиметься за допомогою {\displaystyle 2^{N}}-вимірного гільбертова простору. Базисом цього простору природно обираються всі можливі комбінації тензорних добутків N однокубітових базисних векторів {\displaystyle |0\rangle } і {\displaystyle |1\rangle }. Наприклад, базисом для регістра, що складається з двох кубітів, буде набір з чотирьох векторів {\displaystyle |00\rangle }, {\displaystyle |01\rangle }, {\displaystyle |10\rangle } і {\displaystyle |11\rangle }. Довільний стан квантового регістра матиме вигляд суперпозиції всіх його базисних векторів:
{\displaystyle |\psi _{N}\rangle =\sum _{i_{1},\dots ,i_{N}}c_{i_{1}\dots i_{N}}\,(|i_{1}\rangle \otimes |i_{2}\rangle \otimes \dots \otimes |i_{N}\rangle )\,,}
де {\displaystyle |i_{j}\rangle } — i-ий базисний вектор j-го кубіта, а {\displaystyle c_{i_{1}\dots i_{N}}} — комлексні числа, що відовідають компонентам {\displaystyle |\psi _{N}\rangle } уздовж відповідної комбінації однокубітових базисних векторів. Взагалі кажучи, у такому розкладі дозволені також суми та різниці станів декількох {\displaystyle n\leq N} кубітів, на відміну від класичного регістра, де окремі біти з'являється лише у вигляді конкретного базисного стану, тобто, увесь класичний регістр являє собою просто набір з нулів та одиниць.
Важливою властивістю квантового регістра є той факт, що його стан не завжди є простою комбінацією незалежних один від одного станів окремих кубітів: зокрема, можна розглянути наступний стан двокубітового регістра (один зі станів Белла):
{\displaystyle |\Psi ^{+}\rangle ={\frac {1}{\sqrt {2}}}(|0\rangle \otimes |1\rangle +|1\rangle \otimes |0\rangle ),}
який не можна звести до простого тензорного добутку станів першого та другого кубіта. Те ж саме можна сказати й про інший подібний стан двох кубітів:
{\displaystyle |\Psi ^{-}\rangle ={\frac {1}{\sqrt {2}}}(|0\rangle \otimes |1\rangle -|1\rangle \otimes |0\rangle ).}
Про такі стани кажуть, що вони є сплутаними, а факт наявності таких станів має назву квантової сплутаності (англ. quantum entanglement, нім. Quantenverschränkung).
Існування явища квантової сплутаності дає право говорити про те, що квантовий комп'ютер є набагато потужнішим за класичний, оскільки він здатен розв'язувати певні задачі набагато швидше, ніж це робить класичний комп'ютер. Наприклад, для зберігання N-бітового регістра класичний комп'ютер оперує N класичними бітами. Але аналогічний квантовий регістр описується вектором у {\displaystyle 2^{N}}-вимірному просторі, тому має бути задано {\displaystyle 2^{N}} комплексних коефіцієнтів. У цьому випадку дуже важливим є той факт, що за великих N значення {\displaystyle 2^{N}} є набагато більшим за N, тому часто принцип суперпозиції трактується як такий, що дозволяє зберігати в N-кубітовому регістрі одночасно всі {\displaystyle 2^{N}} чисел від 0 до {\displaystyle 2^{N}-1}. Однак це твердження вводить в оману: оскільки результатом вимірювання стану квантового регістра завжди є один з його можливих базисних станів, то з допомогою теореми Холево можна довести, що максимально доступна кількість інформації, яку можна добути з одного кубіта, дорівнює одному бітові, як і в класичному випадку. Утім, слушним є твердження, що потужність квантових паралельних обчислень за принципом суперпозиції виходить за рамки можливостей, що надають класичні паралельні обчислення.

### Квантові вентилі

Квантовий вентиль CNOT — оборотний логічний елемент, що реалізує операцію «Контрольоване НЕ».

В класичному комп'ютері за допомогою логічних елементів (вентилів, англ. gates) можна виконувати елементарні операції над бітами, а комбінування вентилів дає можливість виконувати складніші операції, наприклад, додавання двійкових чисел. Фізично логічні вентилі реалізовуються в класичному комп'ютері за допомогою певних пристроїв, зокрема транзисторів, а інформація своєю чергою передається у вигляді електричного сигналу, що проходить через ці пристрої.
Обчислення на квантовому комп'ютері принципово відрізняються від класичних: квантовий вентиль (англ. quantum gate) є не просто технічним пристроєм, а являє собою певну елементарну фізичну дію над одним або декількома кубітами. Конкретний вигляд цієї фізичної маніпуляції залежить передусім від фізичної природи кубіта: наприклад, спін електрона може змінити орієнтацію при накладанні магнітного поля, а атом — перейти у збуджений стан під впливом лазерного імпульсу. Таким чином, квантові вентилі не являють собою окремі пристрої, а реалізуються як певні маніпуляції над квантовим регістром у необхідний проміжок часу, які зручно зображати у вигляді квантових схем при описі квантових алгоритмів.
З точки зору квантової механіки, квантовий вентиль є унітарним оператором {\displaystyle {\hat {U}}}, що діє на стан квантового регістра {\displaystyle |\psi \rangle }:
{\displaystyle |\psi \rangle \rightarrow {\hat {U}}|\psi \rangle .}
Таким чином, квантовий вентиль можна представити у вигляді унітарної матриці. Наприклад, квантовий вентиль, що змінює стан кубіта на протилежний (заперечення НЕ), буде представлений у випадку двовимірного простору наступною матрицею:
{\displaystyle {\hat {U}}={\begin{pmatrix}0&1\\1&0\end{pmatrix}}.}
Більш складними є квантові вентилі, що змінюють стани двох та більше кубітів, як, наприклад, вентиль CNOT (контрольоване НЕ), що діє у просторі {\displaystyle \mathbb {C} ^{4}} двох кубітів за правилом: {\displaystyle |00\rangle \to |00\rangle ,} 
{\displaystyle |01\rangle \to |01\rangle ,}  {\displaystyle |10\rangle \to |11\rangle } та {\displaystyle |11\rangle \to |10\rangle }, тобто, змінюючи стан другого кубіта на протилежний, якщо перший кубіт перебуває в стані {\displaystyle |1\rangle }, і залишаючи його таким самим, якщо, навпаки, перший кубіт перебуває в стані {\displaystyle |0\rangle }.
Для опису квантових алгоритмів часто використовується квантова схема, що може включати в себе безліч різних квантових вентилів, які застосовуються до квантового регістра в чіткій послідовності. Наприклад, такі алгоритми, як квантове перетворення Фур'є або алгоритм Шора можна наочно зобразити у вигляді схеми, що складається з послідовності простих квантових вентилів — операторів Адамара, операторів зсуву фази та інших. Тобто, математично квантова схема являє собою складне унітарне перетворення, матриця якого є добутком матриць окремих квантових вентилів, що входять до неї.

## Передумови для створення
Наявна елементна база, побудована на «кремнієвих» технологіях, дозволить триматися на такому рівні зростання зовсім недовго. Основним зі встановлених природою обмежень є тепло, яке виділяє будь-який електроприлад. Яким би незначним не було тепло, при зменшенні розмірів «приладу» воно все одно буде перешкоджати, особливо, коли ці розміри вимірюються мікронами чи частками мікрон.
Ідея використання в комп'ютерах ефекту надпровідності виникла давно, але до 80-х років залишалася не більш, як привабливою, екстравагантною ідеєю. Дослідження показали, що відсутність тепловиділення — не основна перевага надпровідникової комп'ютерної техніки; хоча саме вона і дозволяє в тисячу разів збільшити швидкодію і щільність запису інформації.
Використовуючи квантові ефекти, які виникають при надпровідності, комп'ютер може оперувати кількабітовими «зразками». Електрон, який пробігає мережею такого комп'ютера, буде одночасно виконувати роль і «ключа», і носія інформації. Структура квантового комп'ютера, його логіка стануть геть іншими, а сам комп'ютер матиме більше можливостей. Лихарєв вважає, що потенційним ринком для таких комп'ютерів будуть не «персоналки» чи текстові процесори, а мережеві комп'ютерні пристрої типу робочої станції.

## Реалізації квантового комп'ютера

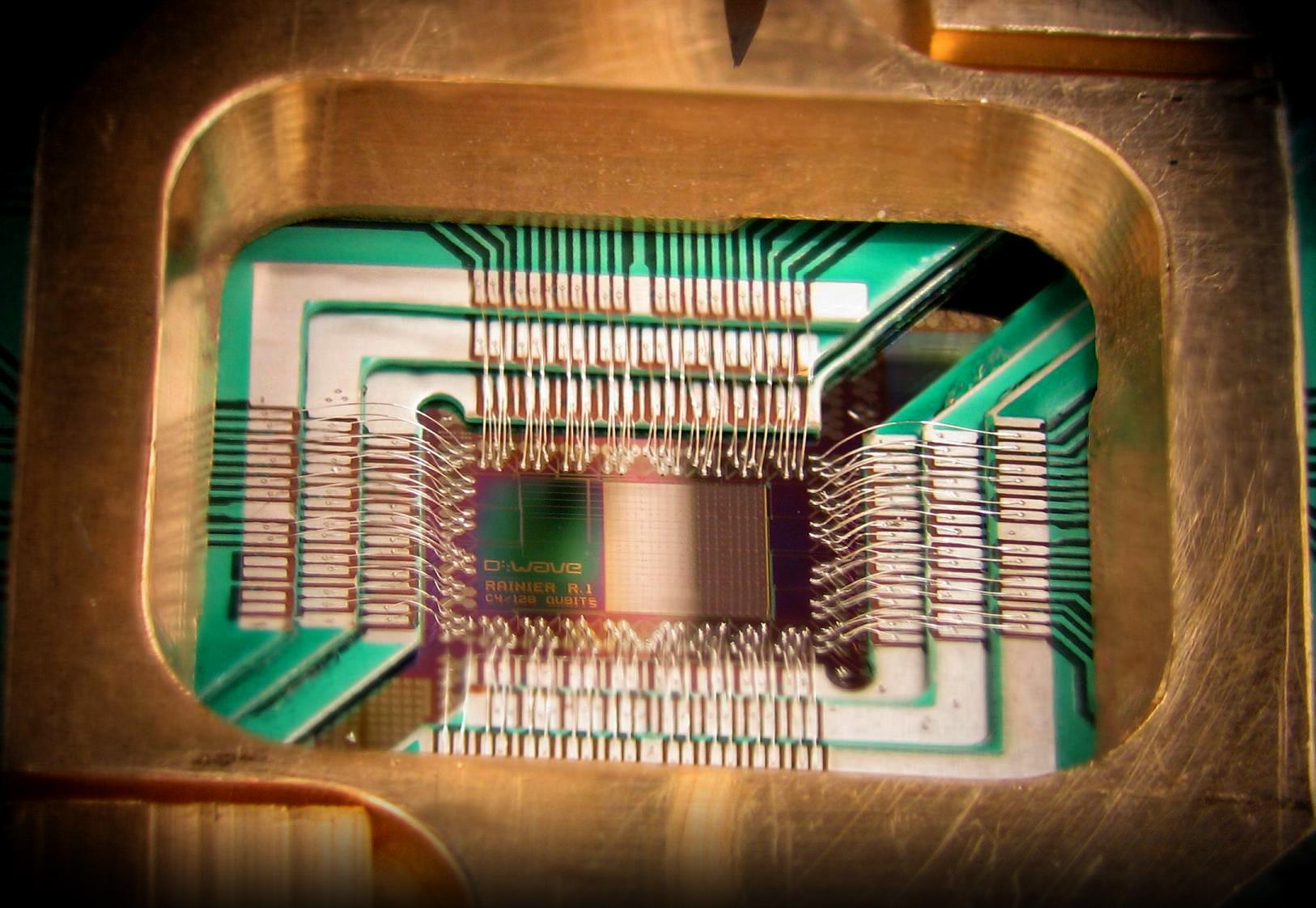
Зразок процесора D-Wave Systems, який складається із 128 надпровідних логічних елементів.

Створені реально квантові комп'ютери досі оперували з дуже незначною кількістю кубітів. 2007 року оголошене створення квантового комп'ютера із 16 кубітами.
В листопаді 2017 року компанія IBM представила прототип квантового комп'ютера з 50 кубіт. В представленому прототипі час когерентності кубіт (час, протягом якого вони можуть залишатись в стані суперпозиції та виконувати корисні обчислення) вдалось збільшити до 90 мікросекунд. Основна частина цього прототипу (його «ядро») компанія показала на виставці CES 2018.
9 січня 2018 року на виставці CES 2018 компанія Intel представила чип квантового комп'ютера на 49 кубіт з назвою Tangle Lake. В процесорі використані надпровідні ланцюги, робоча температура яких дорівнює 20 мілікельвін.
4 червня 2024 року, в дослідженні, опублікованому на платформі arXiv, було зазначено, що квантовий комп'ютер H2-1 компанії квантових обчислень Quantinuum продемонстрував нові можливості квантових обчислень, перевищивши результати Google у 100 разів.
У вересні 2024 року компанія Microsoft оголосила про партнерство з Atom Computing для створення найпотужнішого у світі квантового суперкомп’ютера. Нова система стане кроком у розвитку обчислювальної платформи Azure Quantum і буде доступною для комерційного використання. Новий квантовий комп’ютер інтегруватиме систему квантових обчислень на нейтральних атомах Atom Computing в екосистему віртуалізації кубитів (квантових бітів) Microsoft Azure Quantum.
У липні 2025 року Данія оголосила про запуск амбітного проєкту під назвою QuNorth зі створення найпотужнішого квантового комп'ютера у світі. Його мета — створити першу в Північній Європі квантову систему рівня 2 (Level 2). Розробкою квантового комп'ютера займуться Microsoft і компанія Atom Computing, що базується в Каліфорнії (США). Система отримає ім'я Magne — на честь сина скандинавського бога Тора. Microsoft надасть програмну платформу Azure Quantum, а Atom Computing — обладнання на основі технології нейтральних атомів. Очікується, що Magne включатиме близько 50 логічних кубітів і понад 1200 фізичних кубітів, що потенційно робить його претендентом на звання найсучаснішого квантового комп'ютера у світі.

### Реалізації у військовій сфері
Станом на 2024 рік, компанія Quantum Brilliance (Німеччина) спеціалізується на розробці мініатюрних квантових чипів, які працюють за кімнатної температури, використовуючи азотно-вакансійні центри (NV) у штучних алмазах як кубіти. Це дозволяє обходитися без складних систем охолодження, що використовуються в інших квантових технологіях. Крім того, ці мікросхеми легше інтегрувати з традиційними напівпровідниками, що відкриває шлях до мобільних квантових технологій. До 2025 року компанія хоче створити квантовий прискорювач приблизно з 50 кубітів, укладених в корпус з розмірами приблизно відповідними сучасній класичній відеокарті CPU або GPU. На переконання керівництва компанії Quantum Brilliance, потенціал мобільних портативних квантових комп’ютерів надзвичайно важливий для оборони та кібербезпеки, як в Німеччині, так і в сусідніх країнах. Цей німецький стартап прагне інтегрувати технологію уловлювання іонів у компактну, модульну і мобільну систему MaQue, яка може бути застосована для оборонних завдань, таких як оптимізація пересування військ, аналіз бойових сценаріїв та моделювання біологічних загроз у режимі реального часу навіть у віддалених місцях, без необхідності підключення до хмарних центрів обробки даних, що забезпечує безпеку в бойових умовах.

## Квантові комп'ютери на оптичних чипах
Вчені центру квантової фотоніки Бристольського університету створили кремнієвий чип, який можна буде використовувати для складних підрахунків та симуляцій з використанням квантових часток у найближчому майбутньому. Вчені вважають що їхній прилад проторює шлях до квантових комп'ютерів — потужного виду комп'ютерів, що використовують квантові біти, а не звичайні біти, що використовуються у сучасних комп'ютерах.
На відміну від звичайних бітів чи транзисторів, які можуть бути представлені одночасно лише в одній з двох форм (1 або 0), кубіт може існувати у кількох формах одночасно і, таким чином, може використовуватись для зберігання та обробки набагато більшого обсягу інформації у більшому ступені.
Технологія, створена у Бристолі використовує дві ідентичні часточки світла (фотони) які рухаються вздовж силіконового чипа в межах експерименту, відомого як рух квантів. Експеримент руху квантів з використанням одного фотону проводився і раніше і він підпадав під модель класичної фізики хвиль. Однак, такого роду експеримент з використанням двох часток було проведено вперше, і результати їх важко переоцінити.
«З використання системи двох часток ми отримуємо можливість виконувати експоненційно складніші обчислення ніж досі», говорить професор Джеремі О'Брайєн. «Це — початок досліджень у новій сфері квантової інформаційної науки, що прокладає шлях до квантових комп'ютерів, котрі допоможуть вирішити складніші наукові завдання.»
Перехід від використання одного фотону до двох не простий, оскільки дві частки мають бути ідентичними за всіма параметрами та через те, як частки взаємодіють та взаємопроникають. Аналогії такого роду взаємодії поза межами квантової фізики не існує.
«Тепер, коли ми маємо змогу напряму реалізувати та спостерігати рух двох фотонів перед нами відкривається шлях до приладів з використанням трьох- та багатьох фотонів і результати мають бути більш ніж просто вражаючими», каже професор О'Брайєн. «Щоразу як ми додаємо фотон, ми дістаємо змогу вирішувати по експоненті все складніші задачі, тобто якщо однофотонна система має 10 відсоткову ефективність, то двофотонна — 100 відсоткову, а трифотонна 1000 і т. д.»

## Складність квантових обчислень

Очікуваний взаємозв'язок між класом BQP та іншими основними класами складності.

Клас складності задач, які можна ефективно розв'язати на квантовому комп'ютері, позначається BQP. Цей клас містить усі задачі, що можна розв'язати на квантовому комп'ютері за поліноміальний час за певної дозволеної обмеженої імовірності помилки (англ. bounded-error, quantum, polynomial). Оскільки квантові комп'ютери працюють лише за імовірнісними алгоритмами, то клас BQP є квантовим аналогом класу BPP — усі задачі, які можна розв'язати на класичному комп'ютері за поліноміальний час за певної дозволеної обмеженої імовірності помилки (англ. bounded-error, probabilistic, polynomial). Кажуть, що квантовий комп'ютер може «розв'язати» задачу, якщо в результаті з високою ймовірністю отримується правильна відповідь. Якщо при цьому квантовий комп'ютер розв'язує задачу за поліноміальний час, то така задача належить класу BQP.
Клас BQP належить класові складності P# (або, точніше, приєднаному класові проблем вибору P#P), який своєю чергою є підкласом PSPACE. Крім того, очікується, що BQP не перетинається з класом NP-повних задач і повністю містить клас P, однак це не доведено. Зокрема, задачі факторизації та дискретного логарифмування входять до класу BQP, і при цьому очікується, що вони входять до класу NP, але не належать класові BPP і, отже, класові P. Також очікується, що обидві задачі не є NP-повними. Існує поширена думка, що квантові комп'ютери можуть розв'язувати NP-повні задачі за поліноміальний час, але це твердження не доведене і, взагалі кажучи, вважається помилковим.
Хоча описаний квантовий комп'ютер може працювати швидше за класичний, він також не здатний розв'язувати задачі, які не можна розв'язати на класичному комп'ютері за наявності достатньої кількості пам'яті та часу (хоча цей об'єм ресурсів може бути недосяжним на практиці). Машина Тюрінга може імітувати квантовий комп'ютер, тому описаний квантовий комп'ютер ніколи не зможе розв'язати таку задачу, як, наприклад, проблему зупинки. Існування «стандартних» квантових комп'ютерів не спростовує тези Черча — Тюрінга. Припускалося, що теорії квантової гравітації, такі, як М-теорія та петльова квантова гравітація, дозволяють побудувати навіть швидші комп'ютери. Але нині[коли?] визначення обчислення в квантовій гравітації є відкритою проблемою у зв'язку з проблемою часу: не існує очевидного способу описати, що для спостерігача означає ввести вхідні дані до комп'ютера, а потім отримати результат.

## Мови програмування
Для програмування квантових комп'ютерів створені спеціалізовані мови програмування, які дозволяють запис квантового алгоритму з використанням конструкцій високого рівня. Завдання квантових мов не полягає у тому, щоб надати інструмент для програмістів, а в тому, щоб надати інструменти для дослідників, щоб зрозуміти краще, як працюють квантові обчислення і як формально доводити коректність квантових алгоритмів.
Можна виділити дві основні групи квантових мов програмування: імперативні квантові мови програмування і функційні квантові мови програмування.
Найвідомішими представниками першої групи є QCL і LanQ.
Ведеться робота з розробки функційних мов програмування для квантових обчислень. Приклади включають QPL Селінджера, і Haskell-подібну мову QML, розроблену Алтенкірчом і Ґретажем. Квантові мови програмування високого рівня, засновані на лямбда-численні, були запропоновані ван Тондером, Селінджером і Валіроном Аріґі і Довеком.

## Виклики, що стоять перед практичними квантовими обчисленнями
28 березня 2022 року в журналі MIT Technology Review було опубліковано думку Sankar Das Sarma, директора центра теорії конденсованої речовини при Університеті Меріленду, щодо викликів, що стоять перед практичними квантовими обчисленнями. Відповідно до Sankar Das Sarma, створення квантового комп'ютера, здатного вирішувати практичні задачі, наприклад розшифрування даних закодованих за допомогою криптографічного алгоритму RSA з використанням алгоритму Шора, потребує багато мільйонів, якщо не мільярдів кубітів, при цьому тільки десятки тисяч із них будуть використовуватися для обчислень - так звані логічні кубіти; решта знадобиться для виправлення помилок, компенсації декогеренції. Системи кубітів сьогодення є величезним науковим досягненням, але вони ще дуже далекі від можливості вирішувати практичні задачі.